# Effervescing Elephant
Effervescing Elephant è un brano musicale di Syd Barrett, inserito nell'album Barrett del 1970.

## Descrizione
La canzone è tratta da un poema di Edward Lear ed è nota per il suo ritmo tipicamente infantile, esattamente come se Barrett «stesse raccontando una fiaba ad un bambino».
L'ispirazione per la canzone venne a Barrett da piccolo, quando leggeva i versi dell'ironico Lear, ma questa venne pubblicata definitivamente nel 1970, come dodicesima traccia del suo secondo LP da solista.
Nell'edizione CD di Opel (edita solo nel 1993), della canzone è stata aggiunta una seconda versione, la take 2.